# Charles Orlando Bridgeman
Charles Orlando Bridgeman (5 février 1791 - 13 avril 1860) est un officier de la Royal Navy qui participe activement aux guerres napoléoniennes et à la guerre d'indépendance de la Grèce.

## Biographie

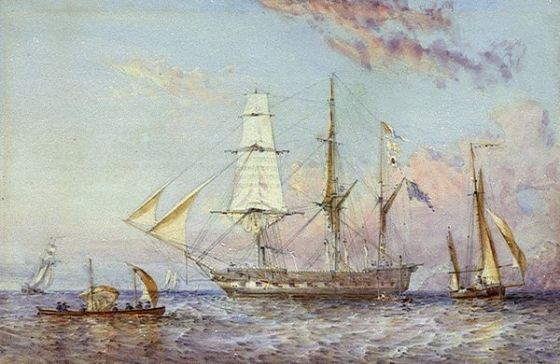
Le dernier commandement de Bridgeman,, peint par Oswald Walters Brierly

Bridgeman est le fils cadet d'Orlando Bridgeman (1er comte de Bradford), de son mariage avec Lucy Elizabeth Byng, fille de George Byng (4e vicomte Torrington) et Lady Lucy Boyle, fille de John Boyle, 5e comte de Cork. Il est le frère de George Bridgeman (2e comte de Bradford), Lady Lucy Whitmore, Orlando Henry Bridgeman, et le révérend Henry Edmund Bridgeman. Il fait ses études à Harrow. Le 18 juin 1804, à l'âge de treize ans, il s'enrôle dans la marine en tant que volontaire de première classe sur le presque nouveau HMS Repulse.
En 1805, Bridgeman est nommé aspirant et pendant les guerres napoléoniennes, il participe activement au blocus avec Robert Calder, servant plus tard dans l'opération des Dardanelles de 1807 et dans l'expédition vers l'Escaut. En novembre 1809, il rejoint le HMS Manilla sous les ordres du capitaine George Francis Seymour et, le 10 septembre 1810, est promu lieutenant du HMS Semiramis. Le 1er mai 1811, il est transféré sur le HMS Revenge en tant que lieutenant de pavillon du contre-amiral Arthur Kaye Legge et sert à la défense de Cadix. Le 8 mars 1813, il rejoint le HMS Bellerophon et le 2 avril 1814 le yacht du roi HMS Royal Sovereign. Il commande le HMS Badger du 12 décembre 1814 au 28 août 1816, sur la station des Indes occidentales, participant à l'invasion de la Guadeloupe de 1815. Son commandement suivant est Icarus, un brick-sloop de dix canons, du 24 juin 1817 au 2 septembre 1819, sur la station d'Amérique du Sud. En 1819, il est promu capitaine. Son dernier commandement, du 7 septembre 1827 à mai 1830, est le HMS Rattlesnake, rattaché à une escadre en Méditerranée. Pour la plupart des années 1827 à 1829 Rattlesnake croise au large des côtes de la Grèce pendant la guerre d'indépendance grecque. Son journal de l'époque, conservé par Talavera Vernon Anson, est conservé dans une collection de la New York Public Library.
Bridgeman prend sa retraite de la marine le 1er octobre 1846 rejoignant la Liste Réservée sur la demi-solde. Il est plus tard (le 10 septembre 1857) promu vice-amiral sur la liste des retraités. À la retraite, il vit à Knockin Hall, West Felton, Shropshire. À sa mort en avril 1860, il est toujours « de Knockin Hall » et laisse une succession d'une valeur d'environ 16 000 £.

## Mariage et descendance

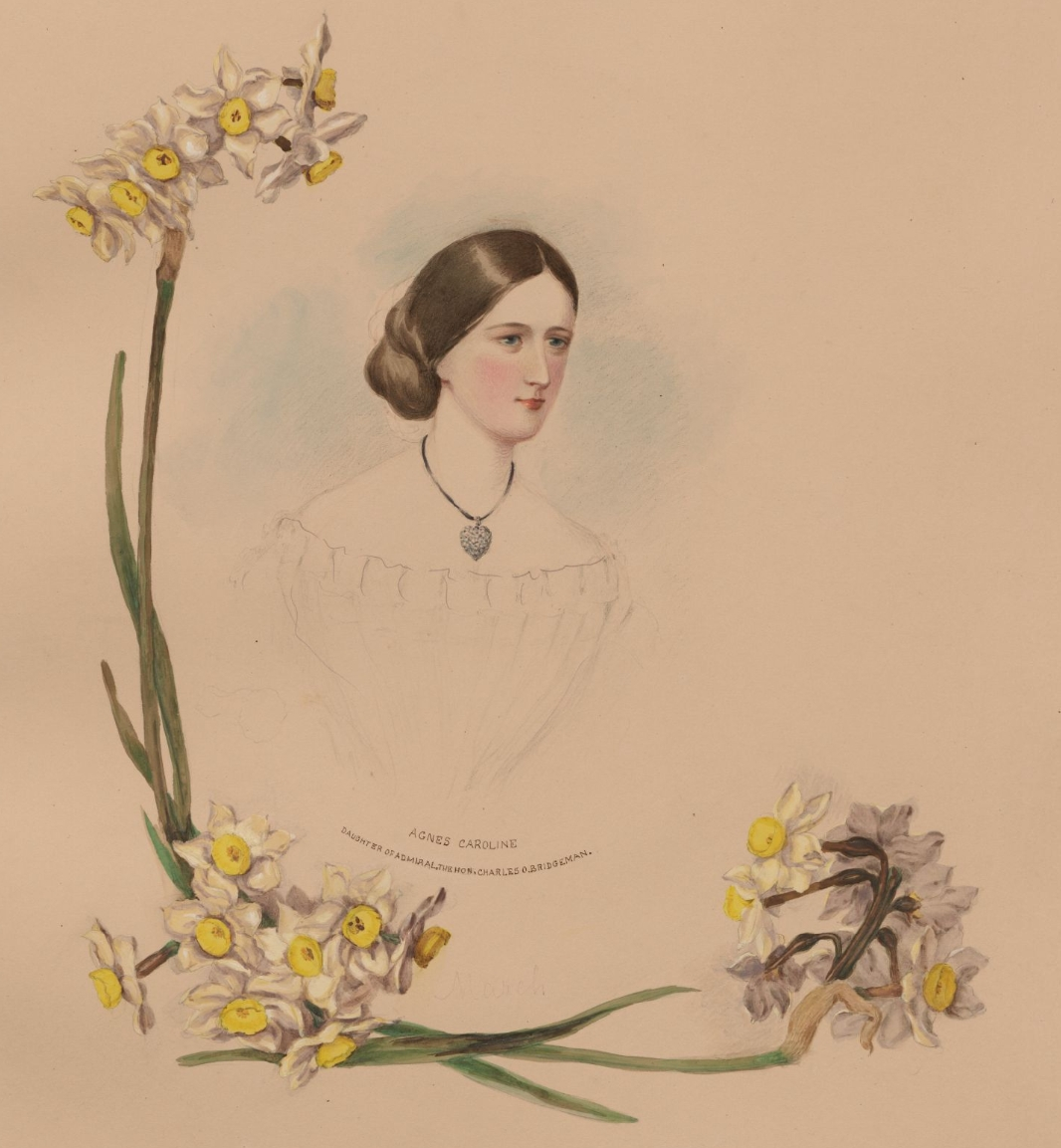
Caroline Elizabeth Anne Agnes Bridgeman avant 1854

Le 2 janvier 1819, Bridgeman épouse Eliza Caroline Chamberlain, fille de Henry Chamberlain (1er baronnet). Ils ont Edmund Wolryche Orlando Bridgeman (1825-1897), Caroline Elizabeth Anne Agnes Bridgeman (décédée le 13 août 1914), Ursula Lucy Grace Bridgeman (décédée le 13 novembre 1883), Charlotte Sobieski Isabel Bridgeman (décédée le 13 juin 1914) et Katherine Bridgeman.
Edmund Wolryche Orlando Bridgeman devient membre du clergé et épouse en 1853 Lilla Frances Richards. Ils ont trois filles, Ursula Judith (née en 1855), Maude (née en 1857) et Dorothy (née en 1861).
Caroline Elizabeth Anne Agnes Bridgeman épouse Sir Vincent Rowland Corbet, 3e baronnet en 1854. Ils ont Judith Elizabeth Corbet (morte en 1948) et Sir Walter Orlando Corbet, 4e baronnet (1856-1910)
Ursula Lucy Grace Bridgeman épouse en 1847 Albert Denison (1er baron Londesborough), un fils cadet de Henry Conyngham (1er marquis Conyngham). En 1861, elle se remarie avec Lord Otho FitzGerald, un fils cadet d'Augustus FitzGerald (3e duc de Leinster).
Charlotte Sobieski Isabel Bridgeman épouse Leopold Cust, fils d'Edward Cust, en 1863, et en 1876 son beau-père est créé baronnet. En 1878, son mari lui succède comme second baronnet. Elle est nommée Dame de l'Ordre royal de Victoria et Albert. Sa fille Aleen Cust est la première femme à devenir vétérinaire.